# Croix de Soing-Cubry-Charentenay
La croix de Soing-Cubry-Charentenay est une croix située à Soing-Cubry-Charentenay, en France.

## Localisation
La croix est située sur la commune de Soing-Cubry-Charentenay, dans le département français de la Haute-Saône.

## Historique
L'édifice est inscrit au titre des monuments historiques en 1989.